# 7,5 cm Infanteriegeschütz 37
7,5 cm Infanteriegeschütz 37 (7,5 cm IG 37), niemieckie działo piechoty używane przez armię niemiecką w okresie II wojny światowej; jej pierwotne oznaczenie to Panzerjägerkanone 37, nazwę Infanteriegeschütz nosiła od czerwca 1944.
Używane w czasie II wojny światowej niemieckie działa piechoty cierpiały z powodu bardzo niewielkiego zasięgu, co powodowało, że były łatwo niszczone kontrbateryjnym ogniem przeciwnika. Z tego względu zdecydowano się zrezygnować z ciężkich dział piechoty, na rzecz skuteczniejszych i lżejszych moździerzy, jak 8 cm Granatwerfer 34. Ze względu jednak na niedobory w produkcji, poszukiwano rozwiązań tymczasowych. Jednym z nich była wprowadzona w 1944 armata 7,5 cm IG 37. Stworzono ją przez umieszczenie lufy kal. 75 mm na podwoziu wycofywanych z użycia dział 3,7 cm PaK 36. Od maja do grudnia 1944 dostarczono 2278 armat. 
Działo strzelało granatami burzącymi wz. 18 (3,5 kg) i kumulacyjnymi wz. 38 (5,45 kg); ten ostatni pozwalał na przebicie pancerza do 90 mm grubości. Skuteczny zasięg ognia przeciwpancernego wynosił ok. 500 m.
Działo miało zamek klinowy, z klinem pionowym; wyposażone było w hydrosprężynowy oporopowrotnik i osadzone na dwuogonowym łożu. Płyta pancerna była trzyczęściowa, dolną część podnoszono w czasie transportu, najwyższą można było opuścić dla obniżenia sylwetki działa.